# La lunga oscura pausa caffè dell'anima
La lunga oscura pausa caffè dell'anima (The Long Dark Tea-Time of the Soul) è un romanzo di fantascienza umoristica edito nel 1988 dallo scrittore britannico Douglas Adams. Costituisce il secondo capitolo delle avventure del detective privato olistico Dirk Gently, e l'ultimo romanzo pubblicato mentre l'autore era ancora in vita.
Il titolo del romanzo deriva da una frase riportata nel romanzo La vita, l'universo e tutto quanto di Adams, tuttavia non esistono ulteriori collegamenti fra le due serie di romanzi.

## Trama
Gently è profondamente invischiato in un intreccio internazionale che, iniziato ai banchi del check-in di un aeroporto londinese, coinvolge tutto il Pantheon delle divinità nordiche, Odino in testa.
Veniamo a conoscenza dei difficili rapporti familiari di Odino e Thor, dei patti faustiani stretti da due ricchi inglesi con il sommo dio scandinavo, e anche delle difficoltà psicologiche che l'immortalità può provocare su una divinità che non conta più adoratori.
Come già nel primo libro, Dirk Gently. Agenzia di investigazione olistica, Gently riuscirà a risolvere la situazione e a coinvolgere il lettore in un mondo ben più complesso e interconnesso di quanto non appaia.

## Edizioni
- Douglas Adams, The Long Dark Tea-Time of the Soul, 1988.
- Douglas Adams, La lunga oscura pausa caffè dell'anima, traduzione di Marco e Didda Paggi, Piccola Biblioteca Oscar Mondadori n° 693, Arnoldo Mondadori Editore, 2011,  p. 280, EAN 9788804611813.